# 兪炳彦
兪 炳彦（ユ・ビョンオン、朝: 유병언、1941年2月11日 - 2014年6月22日【遺体発見日】）は、大韓民国の実業家、宗教家、写真家。韓国のキリスト教主要教団から異端カルトと認定されている「救援派（クオンパ）」3つのグループのうちの1つであるキリスト教福音浸礼会の代表であった。また未曾有の大惨事となった韓国の沈没事故を起こした旅客船セウォル号の実質的オーナーでもあった。

## 経歴・人物
京都で生まれ、戦後韓国に戻った。妻の父が興したキリスト教系を自称する新興宗教の傘下団体で牧師として活動していた。
生前は「人類が間もなく滅亡する」と終末論を唱えていた。
1987年に系列の別の新興宗教団体が所有する工芸品工場で起きた五大洋集団自殺事件を巡って、「現金を使って信徒を引き抜いた」として1991年に常習詐欺罪で懲役4年の判決を受けた。
その後漢江遊覧船事業を運営する会社を経営していた。1990年代にはセモグループを設立、一時は造船や建設、遊覧船、海運などに進出するほど規模を拡大した。しかし、漢江遊覧船事故で経営難に陥り、1997年に不渡りを出し破綻。1999年に清海鎮海運を設立し、実質的オーナーとなっている。
セモグループは、長男兪大均（ユ・テギュン）と次男兪赫基（ユ・ヒョクキ）が所有している。13の子会社をもち、その幹部のほとんどが兪の率いる宗教団体キリスト教福音浸礼会（救援派＝クウォンパの一派）の信徒だといわれる。韓国国内に30以上の関連会社を有し、その資産価値は合計で約5600億ウォン（約552億円）。兪一家の個人資産は株や不動産など約2400億ウォン（約236億円）に達すると推定されている。
国外では「韓国の億万長者写真家」としても知られており、自分の撮影した写真をカレンダーにして関連会社に買わせるなどしている
。写真家としては「アヘ」（Ahae, 韓国語で「子供」を意味するが「ヤハウェ」と語感が似ていることからつけられた）という変名を用い、これまでニューヨークのグランドセントラル駅、プラハ国立美術館、ヴェルサイユ宮殿などで大規模な個展を実施してきた。ヴェルサイユ等の使用のために巨額の寄付を行っている。
セウォル号沈没事故に関連して、背任容疑などで指名手配された。兪には、韓国史上最高額の5億ウォンの懸賞金がかけられた。指名手配のポスターが、韓国語、英語、日本語、中国語の各言語で制作され、仁川国際空港、ソウル駅をはじめ、全国各地に掲示された。

## 死去
2014年7月22日、6月22日に全羅南道順天市内の畑で腐敗した状態で発見された変死体が、兪の兄（すでに逮捕）のDNAとほぼ一致した。警察は兪の遺体の可能性があるとみている。
同月25日、韓国の国立科学捜査研究院が会見を開き兪の死因は不明と発表した。

## その後
- 兪死去の判明後、7月25日、長男の兪大均（ユ・テギュン）とボディーガードが逮捕され[13]、29日、運転手が検察庁に自首をした[14]。

- 兪が使用していたベントレー・アルナージも仁川地方検察庁により押収された[15]。

- 2014年11月6日、裁判所は長男の大均に対して懲役3年の判決を言い渡した。

- 次男の兪赫基は2020年まで韓国国外に潜伏していたが、経営していた会社から559億ウォンを横領した容疑でアメリカ・ニューヨーク州で逮捕され、そのまま韓国へ強制送還された[16]。

- 兪の死体を発見した梅畑の所有主が国を相手に起こした報奨金支払い訴訟に関して、ソウル中央地方裁判所は、発見当時原告は身元不明の変死体と通報しており、死体を兪と認識しておらず、報奨金の支払事由に当たらないとして原告敗訴を言い渡した[17]。

## セモグループ
- 株式会社セモ
- アイワンアイホールディングス - 清海鎮海運の持ち株会社格。
- 天海地（チョンヘジ） - 造船業者。清海鎮海運の持分の39.4％を保有。
- 清海鎮海運
- ムンジンメディア
- アヘ（チョンソクケミカル）
  - アヘプレスフランス
- トライゴンコリア
- いつもジングルベルランド
- チョンチョバト営農組合法人
- ノルンジャショッピング
- ダパンダ
- SLPLUS
- 国際映像
- オンジグ
- オンナラ
- セムリ
- モンテクリストカフェ
- ダイヤ·アンド·ゴールド
- ドゥボーヴ・エ・ガレ・コリア
- ダルマエナガ[18]